# Nowa Wieś (powiat koniński)
Nowa Wieś – wieś sołecka w Polsce położona w województwie wielkopolskim, w powiecie konińskim, w gminie Sompolno. Sołectwo składa się z wsi Nowa wieś, oraz wsi Grądy
W latach 1975–1998 miejscowość administracyjnie należała do województwa konińskiego. W roku 2025, według rozporządzenia dotyczącego funduszu sołeckiego, Sołectwo liczyło 639 mieszkańców.
Wieś po raz pierwszy pojawia się w Atlasie Historycznym Polski z XVI W. Pojawia się też ona na mapach z drugiej połowy XVIII W. między innymi na mapie Regni Poloniae Magni Ducatus Lituaniae Nova Mappa Geographica, z roku 1770 oraz na, szczegółowej mapie nieistniejącego już województwa Brzesko Kujawskiego, sporządzonej na zamówienie Karola de Perthées, dla króla Stanisława Augusta Poniatowskiego z roku 1785.
Część miejscowości należała do Marii Niemojewskiej, spadkobierczyni rodu Słubickich z Lubstowa, aż do reformy rolnej z dnia 06.09.1944 roku
Podczas II wojny światowej, Nazwa Wsi została zmieniona na Neuendorf, jednak po wojnie wróciła ona do swojej obecnej nazwy.
Na terenie wsi owocnie działa Koło gospodyń wiejskich stowarzyszenie odnowy wsi, wraz z władzami sołeckimi, czego przykładem był słynny na okolicę przystrój wiaty przystanku autobusowego, na styl starej słomianej chaty.
Mieszkańcy Nowej Wsi wyznania katolickiego przynależą do parafii św. Jadwigi w Lubstowie. Według gminnej ewidencji zabytków w miejscowości znajduje się zabytkowa kapliczka z 1958 roku.
Z Nowej Wsi pochodzi Bronisław Kupczyński, prezydent Wrocławia w latach 1947–1950.